# Vindobona (Zug)

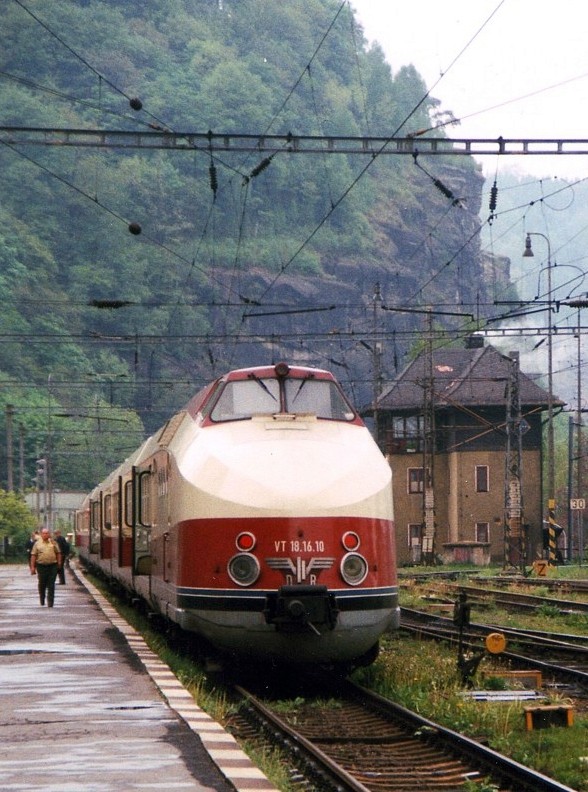
Ein DR-Triebwagen VT 18.16 1998 im Grenzbahnhof Děčín, zwischen 1966 und 1979 war diese Baureihe für den Vindobona in den meisten Fahrplanjahren typisch

Vindobona ist der Name eines von 1957 bis 2014 und wieder seit Mitte Juni 2020 verkehrenden internationalen Zuges. Sein Name ist von der lateinischen Bezeichnung für die Stadt Wien abgeleitet. Ab 1957 fuhr er zwischen Berlin und Wien über Dresden und Prag. Ab 2001 verkehrte er von Hamburg über Berlin, Dresden, Prag, Brünn nach Wien. 2009 wurde der Zuglauf über Wien hinaus bis Villach verlängert, jedoch 2014 eingestellt. Ab 2018 erhielten alle Railjet-Züge der Linie Prag–Brünn–Wien–Graz in Tschechien den Zugnamen Vindobona. Von Juni 2020 bis Dezember 2022 und seit Juli 2023 verkehrt ein Zugpaar dieser Linie weiter von und nach Berlin über Dresden und wurde auch in Deutschland und Österreich als Vindobona bezeichnet.

## Geschichte

### 1957 bis 1990

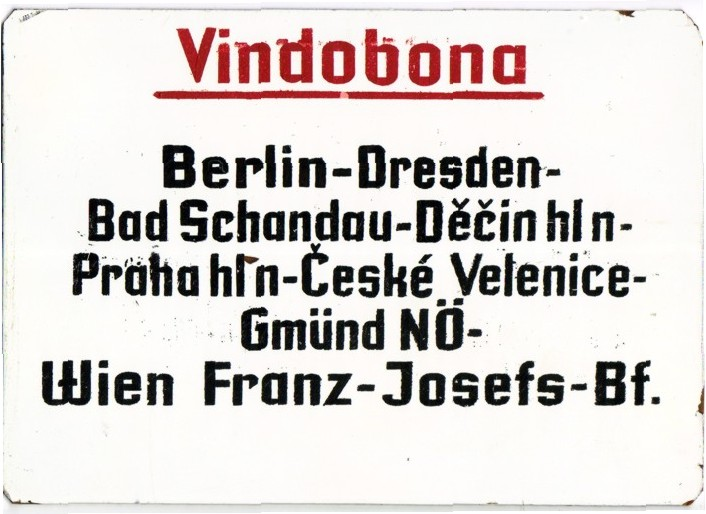
Zuglaufschild innen (um 1984)

Erstmals eingesetzt wurde der Zuglauf 1957 als Schnelltriebwagen FDt 50/51 vom Bahnhof Berlin Friedrichstraße über Berlin Ostbahnhof – Elsterwerda – Dresden, Prag und Gmünd nach Wien-FJB. Vorgänger waren FDt-Züge Berlin – Prag ab Dezember 1950 und eine Schnellzugverbindung mit Kurswagen nach Wien. Zunächst führte der Zug nur Sitzplätze der ersten Klasse, doch schon ab dem Winterfahrplan 1957/58 gab es auch die Möglichkeit, in der zweiten Klasse zu reisen. Es wurde täglich ein Zugpaar eingesetzt, das sich immer in der ČSSR kreuzte. Zum Sommerfahrplan 1959 verkehrte der Vindobona nicht mehr als FDt, sondern wurde nun als Ext (Expresstriebwagen) bezeichnet. Die DR fuhr den Vindobona planmäßig bis Mai 1960 mit einem SVT 137 der Bauart „Köln“.
Die Züge wurden überwiegend von West-Berlinern, Diplomaten und Skandinaviern im Transit durch die DDR genutzt, daneben diente er auch dem allgemeinen Verkehr zwischen der DDR, der ČSSR und Österreich. In Berlin bestand Anschluss an die Nachtzüge von Kopenhagen (Ostsee-Express) und Stockholm (Saßnitz-Express) über die Eisenbahnfähren Warnemünde – Gedser und Saßnitz – Trelleborg. Ab 1962 gab es Zubringerzüge von und nach Berlin Zoologischer Garten im damaligen West-Berlin. In den 1960er Jahren bot ein West-Berliner Reisebüro Sonderfahrten nach Prag an, die von West-Berlinern und DDR-Bürgern für Familientreffen genutzt wurden. Der Vindobona wurde dafür regelmäßig um eine weitere Triebwagengarnitur verstärkt, bei der auf DDR-Gebiet kein Aus- und Zustieg zulässig war. Im Jahre 1973 bekam der Vindobona die neue Zugnummer Ext 70/71. Zum Sommerfahrplan 1979 erfolgte die Umwandlung in einen lokomotivbespannten Zug und die Zugnummer wurde nun in D 70/71 geändert. Mit Beginn des Sommerfahrplans 1981 bekam der Vindobona dann die Zugnummer D 374/375.
Da es bis zur Inbetriebnahme der Bahnstrecke Praha-Libeň–odb. Stromovka im Jahr 1980 keine direkte Verbindung zwischen dem Prager Hauptbahnhof und der Strecke nach Decin/Dresden gab, musste der Vindobona lange Zeit in Prag einen Fahrtrichtungswechsel machen. Dieser fand im Betriebsbahnhof Prag Hrabovka am östlichen Ende des Bahnhofs Prag střed (heute wieder Prag Masarykovo) statt.

### 1990 bis 2014

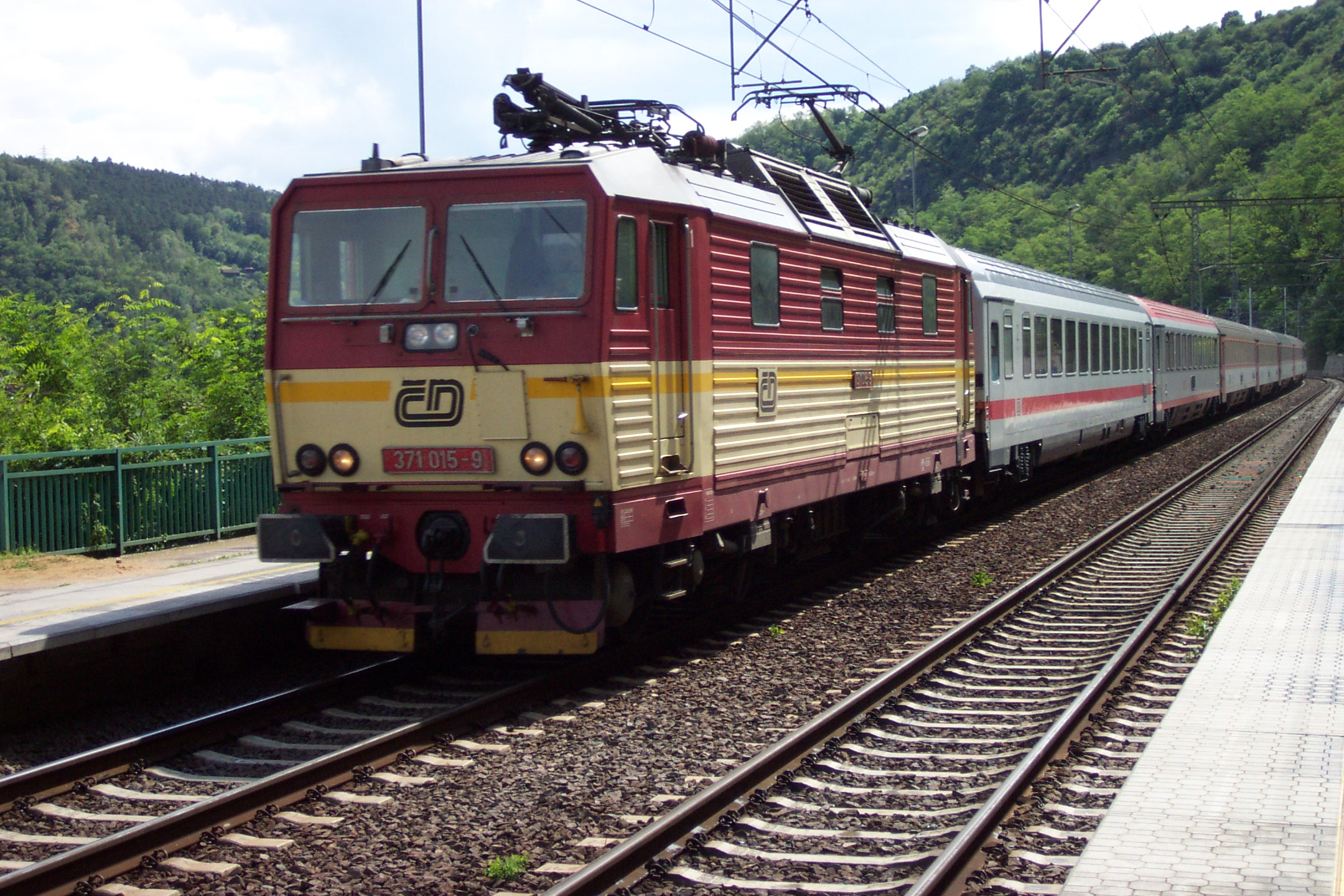
Der Vindobona als EuroCity bei Řež im Moldautal bei Prag (2007)

Nach der Wende in der DDR und der Samtenen Revolution in der Tschechoslowakei sowie der Auflösung der Tschechoslowakei erfolgte 1993 eine Neuordnung des internationalen Verkehrs zwischen Deutschland, Tschechien, Ungarn und Österreich. Wie andere Züge zwischen diesen Ländern wurde auch der Vindobona 1993 zum EuroCity 172/173 hinaufgestuft. Die klimatisierten Wagen stellten die ÖBB. 2001 wurde der Laufweg von Berlin nach Hamburg-Altona verlängert. Die Wagenbestellung ging auf die Deutsche Bahn über. Seit der Fertigstellung des Berliner Hauptbahnhofs im Sommer 2006 verkehrte der Zug nicht mehr über die Stadtbahn, sondern über die Nord-Süd-Fernbahn.
Ab Dezember 2006 bestand der EC 172/173 Vindobona planmäßig aus Wagen aller drei beteiligten Bahnverwaltungen mit einem tschechischen Speisewagen und war damit einer der „buntesten“ Personenzüge in Deutschland. Im Jahr 2009 wurde von den zehn Wagen allerdings nur noch der Abteilwagen der 1. Klasse von der Deutschen Bahn gestellt. Ab Dezember 2009 bestand der Zug aus deutschen und österreichischen Wagen, der Speisewagen wurde von der Deutschen Bahn bewirtschaftet. Seit Dezember 2010 überwog der ÖBB-Anteil, der Speisewagen wurde von è-express bewirtschaftet. Ab Dezember 2011 wurde der Vindobona wie schon in den 1990er Jahren mit einer reinen ÖBB-Garnitur gefahren.

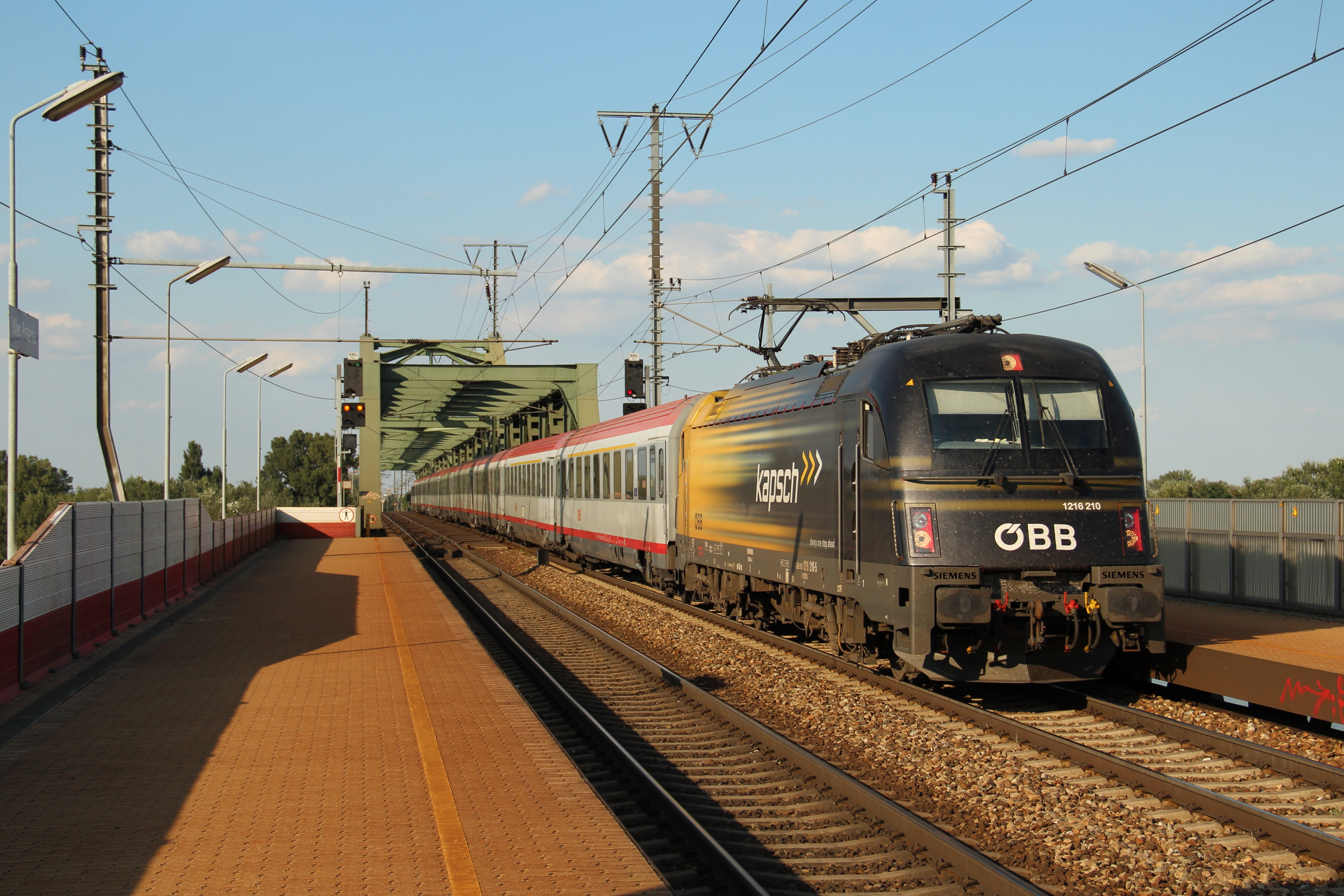
EC 173 mit ÖBB 1216.210 in Wien Praterkai (2012)

2009 benötigte der Zug für seine 1140 km lange Strecke 11 Stunden und 48 Minuten. Da der Zug in Prag über den Bahnhof Praha-Holešovice geführt wurde, änderte er auf seinem Laufweg seine Fahrtrichtung nicht, begann und endete aber an zwei Kopfbahnhöfen. In Dresden Hauptbahnhof und in Praha-Holešovice fanden aufgrund wechselnder Stromsysteme dennoch Lokwechsel statt. Bis zur vollen Zulassung der ÖBB 1216 im tschechischen Netz wurde auch in Břeclav die Lokomotive gewechselt. Die Planung, im Jahr 2009 zumindest zwischen Wien und Dresden durchgängig mit einer Mehrsystemlok der ÖBB-Baureihe 1216 (Hersteller Siemens) oder der konkurrierenden ČD-Baureihe 380 (Hersteller Škoda) zu fahren und den Lokwechsel in Tschechien einzusparen, wurde nicht verwirklicht. Ebenso war seit Jahren im Gespräch, den Zuglauf mit den mehrsystemfähigen Pendolino-Zügen der ČD zu betreiben, aber auch diese Umstellung fand nicht statt.
Seit dem Fahrplanwechsel im Dezember 2009 fuhr der Vindobona wieder den Prager Hauptbahnhof an, wechselte dort die Fahrtrichtung und der Zuglauf wurde über Wien hinaus bis nach Villach verlängert, womit der Vindobona nun 1469 km vom Ausgangsbahnhof zum Endbahnhof zurücklegte.
In Wien hielt der Zug zuletzt an den Bahnhöfen Simmering und Meidling. Diese Änderung wurde wegen der Stilllegung des Südbahnhofs und des Baues des Hauptbahnhofs vorgenommen. Die Gesamtfahrzeit betrug damit etwa 16 Stunden. Zwischen Hamburg und Dresden wurde der Zug von einer Lokomotive der DB-Baureihe 101, zwischen Dresden und Praha hl.n. von der ČD-Baureihe 371 sowie zwischen Praha hl.n. und Villach von der ÖBB-Baureihe 1216 bzw. seit Herbst 2014 mit ČD 380 bespannt.
Der Zug hielt 2011 zwischen den großen Städten noch in Klagenfurt, Sankt Veit an der Glan, Leoben, Bruck an der Mur, (Wiener Neustadt Hauptbahnhof) – (Wien Meidling) – Wien Simmering – Břeclav, (Brno), Pardubice, Kolín, (Prag), Ústí nad Labem, Děčín, Bad Schandau, (Dresden, Berlin (Südkreuz, Hbf., Spandau)), Wittenberge, Ludwigslust und Büchen. In Hamburg hielt der Zug auf den Bahnhöfen Bergedorf, Hauptbahnhof, Dammtor und Altona.

### Einstellung 2014 und Wiederaufnahme ab 2020
Seit Dezember 2014 wurde der Vindobona infolge eines veränderten Fahrplangefüges auf dem Laufweg Břeclav–Villach eingestellt. Grund für diese Änderung war die Einführung eines festen Taktfahrplanes mit Railjet-Garnituren zwischen Prag, Wien und Graz. Der verbleibende Zuglauf Hamburg–Břeclav verkehrt als EC 172/173 „Porta Bohemica“ über Bratislava nach Budapest.
Seit Fahrplanwechsel im Dezember 2018 wurde in Tschechien im Rahmen der vereinheitlichten Benennung von Zugläufen der Zugname für alle Züge der Railjet-Linie Prag–Brünn–Wien–Graz verwendet – in Anlehnung an die Bekanntheit des hochwertigen Wagenmaterials des Vindobona zu ČSSR-Zeiten.
Zum gleichen Fahrplanwechsel erhielten Berlin und Wien im Tagesverkehr eine ICE-Verbindung (betrieben mit ICE T), allerdings über Nürnberg und Linz, nicht über Dresden und Prag.
Im Jahr 2020 wurde ab Mai der Railjet 256/257 Graz–Wien–Prag unter dem historischen Namen weiter bis bzw. ab Berlin ab Juni 2020 geführt.
Nach über fünfjähriger Pause wurde die Relation Berlin–Dresden–Prag–Wien wieder unter der Bezeichnung Vindobona bedient.
Ab Dezember 2022 wurde der Zug wegen der Bauarbeiten im deutschen Teil des Elbtals auf die Teilstrecke Graz-Děčín verkürzt.
Seit Juli 2023 verkehrt er wieder von Berlin nach Graz.

## Zuglaufübersicht
- Winterfahrplan 1957/58 und Sommerfahrplan 1960: Berlin Friedrichstraße – Berlin Ostbahnhof – Elsterwerda – Dresden – Prag – Wien – Berlin Friedrichstraße.
- Sommerfahrplan 1958 bis Winterfahrplan 1959/60 und Winterfahrplan 1960/61 bis Jahresfahrplan 1984/85: Berlin Ostbahnhof – Elsterwerda – Dresden – Prag – Wien – Berlin Ostbahnhof.
- Jahresfahrplan 1985/86 bis Jahresfahrplan 1990/91: Wien – Prag – Dresden – Elsterwerda – Berlin–Lichtenberg – Wien. (In den Jahresfahrplänen 1986/87 und 1987/88 wurde der Zug zwischen Prag und Berlin mit dem Hungaria vereint)[10]
- Seit 14. Juni 2020: Graz Hbf – Wien Hbf – Brno hl.n. – Praha-Holešovice – Dresden Hbf – Elsterwerda – Berlin Hbf (– Berlin-Charlottenburg) – Wien Hbf (Railjet 256/257).

## Fahrzeugeinsatz

### Triebwagen

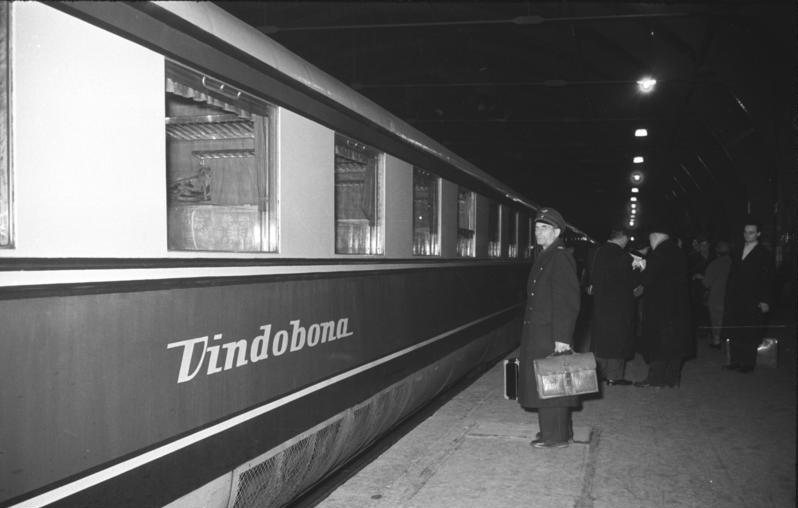
DR VT137 als Vindobona, Berlin Ostbahnhof (1957)

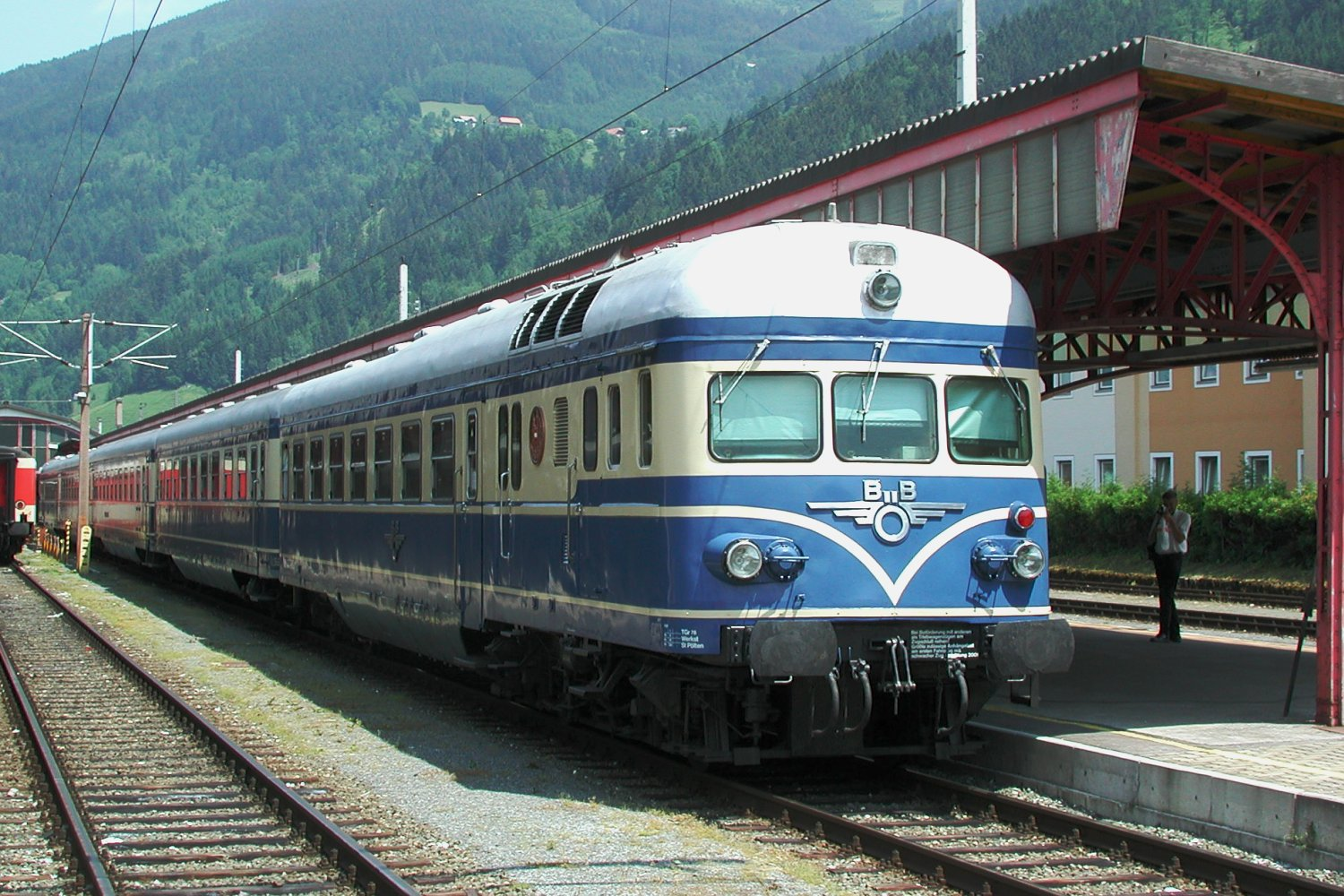
ÖBB 5145 „Blauer Blitz“

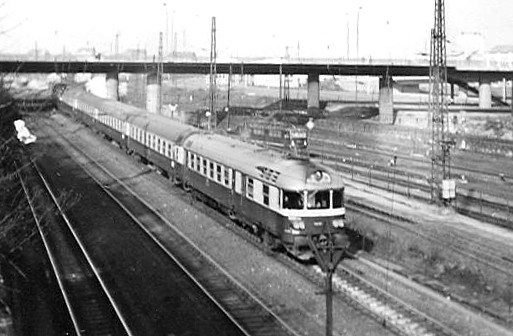
Vindobona in Dresden Hbf. (1972) mit ČSD M 296.1

Seit seiner Einführung bis zum Mai 1979 wurden für den Vindobona Dieseltriebwagen verwendet. Die beteiligten Bahnverwaltungen Deutsche Reichsbahn (DR), Tschechoslowakische Staatsbahn (ČSD) und Österreichische Bundesbahnen (ÖBB) einigten sich, im zweijährlichen Turnus und mit Naturalausgleich jeweils die Triebwagen zu stellen.
Die erste Garnitur stellte die DR mit den Triebwagen SVT 137 der Bauart Köln. Von 1960 bis 1962 stellte die ČSD die Triebwagen, dafür wurden zumeist die Ganz-MÁVAG-Triebwagen der Reihen M 495.0 und M 498.0 verwendet. Von 1962 bis 1964 setzte die ÖBB ihren Blauen Blitz ein, der eigens für diesen Einsatz mit einem Zwischenwagen verlängert wurde. Bis zum Winterfahrplan 1965/66 war wieder die ČSD an der Reihe. Im Sommerfahrplan 1966 wurden kurzzeitig von der DR modernisierte vierteilige SVT 137 der Bauart Köln sowie der Bauart Hamburg eingesetzt.
Ab dem Winterfahrplan 1966/67 setzte die DR dann ihre neuen Schnelltriebwagen VT 18.16 ein. Von 1969 bis 1972 stellte die ČSD wieder die Triebzüge und setzte ihre neue Bauart M 296.1 mit der Höchstgeschwindigkeit 120 km/h dafür ein. Der anschließende Einsatz der DR-Schnelltriebwagen VT 18.16 dauerte bis zum Ende des Winterfahrplans 1978/79. Die ÖBB besaß inzwischen keine geeigneten Triebwagen für diese Verbindung mehr und musste Ausgleichszahlungen an die DR und ČSD leisten.
Der Schnellzug Vindobona wurde durch den VT 18.16 zu einem Aushängeschild für die DR. Obwohl zeitweise Fahrzeuge der anderen beteiligten Bahnverwaltungen zum Einsatz kamen, prägten die dieselhydraulischen Triebwagen der Bauart Görlitz diesen Zuglauf derart, dass heute noch von vielen die VT 18.16 mit Vindobona gleichgesetzt werden. Prinzipiell war der Schnellzug bei einer Triebwagengestellung platzkartenpflichtig und konnte daher nur mit einer gültigen Platzkarte benutzt werden.

### Lokbespannte Züge

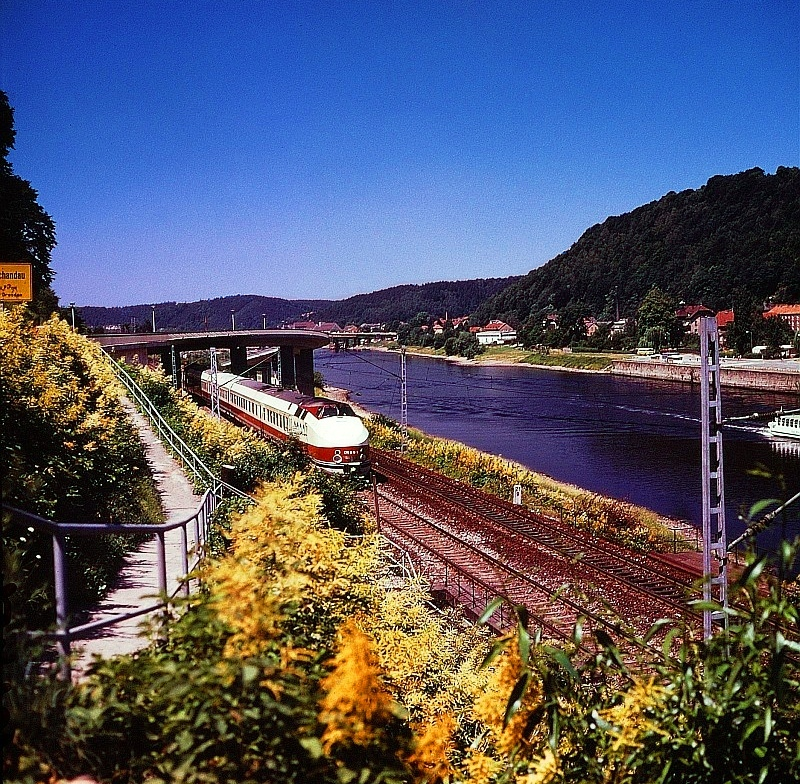
Vindobona Ende der 1970er Jahre auf der Elbtalbahn bei Bad Schandau

Mit der Zeit konnten die eingesetzten Triebwagen, deren Sitzplatzkapazität begrenzt war, nicht mehr der steigenden Nachfrage im Reiseverkehr gerecht werden, sodass die Europäische Reisezugfahrplankonferenz 1978 in Edinburgh die Umwandlung des Vindobona in einen lokbespannten Zug ab Fahrplanjahr 1979 beschloss. Er fuhr nun als Schnellzug D 275/76, zeitweise vereint mit dem Interexpress „Hungaria“ (Berlin – Bratislava – Budapest). Dabei kamen nun auch Wagen der MÁV und JŽ in den Zugverband. Erstmals liefen dadurch auch Schlaf- und Liegewagen im Vindobona, welche als Kurswagen in den Relationen Belgrad bzw. Budapest – Malmö eingesetzt waren. Die Wagen wurden fortan von allen drei beteiligten Bahnverwaltungen gestellt. Im Grenzabschnitt Veselí nad Lužnicí – Gmünd/NÖ. wurde der Zug bis 1980 von Dampflokomotiven befördert. Der Zug endete auch nicht mehr in Wien FJB, sondern in Wien-Mitte. Die meisten Wagen fuhren jedoch nach Budapest oder nur bis Prag. Zeitweise gab es auch Kurswagen von Berlin-Zoo. Als kurioses Reiseerlebnis galt der ČSD-Speisewagen mit vier unterschiedlichen Währungen auf der Speisekarte: (D-Mark, Mark der DDR, Tschechoslowakische Kronen und Österreichische Schilling). Da der Vindobona einer wechselnden Gestellung der planmäßigen Sitz- und Kurswagen der beteiligten Bahnen unterlag, hatte er auch optisch oft einen internationalen Charakter. Er führte dabei Reisezugwagen der DR, ČSD, MÁV, JŽ und der ÖBB. Zusätzlich kam ein kombinierter Sitz- und Gepäckwagen der ČSD oder später im D 374/375 abschnittsweise ein Postwagen Deutsche Post (DDR) zum Einsatz.
Einen neuen Aufschwung erlebte der Vindobona nach der politischen Wende in Deutschland. Ab 1990 wurde er auf neuestes Wagenmaterial der DR umgestellt, es kamen die Bauarten Amz210, Bmz236 und WRmz136 zum Einsatz. Trotz der 1992 eingerichteten EuroCity-Linie Hamburg – Berlin – Prag verblieb dem Vindobona in diesem Zwei-Stunden-Takt mangels klimatisierter Erste-Klasse-Wagen die Zuggattung Schnellzug als D 375/376. Der Laufweg zwischen Prag und Wien wurde nicht mehr über die Franz-Josefs-Bahn geführt, sondern via Břeclav (Lundenburg) und Hohenau über die österreichische Nordbahn nach Wien Südbahnhof (Ostteil). Damit war der gesamte Zuglauf elektrisch zu befahren. Die ÖBB setzte dafür bis Břeclav ihre Zweisystem-Lokomotiven der Reihen 1014 und 1146 ein. Zwischen Prag und Dresden setzte die ČD Mehrsystemloks der Baureihe 371 ein. Zwischen Dresden und Hamburg verkehrte der Zug mit Lokomotiven der DB-Baureihe 101, mit denen der Zug zwischen Berlin und Hamburg die maximale Reisegeschwindigkeit von 200 km/h erreichte.

## Unfälle
Auf seinem ursprünglichen Streckenverlauf von Berlin Friedrichstraße nach Wien Franz-Josefs-Bahnhof legte der Zug eine Strecke von 745 Kilometern zurück. Der Vindobona verkehrt als internationaler Zug seit 1957, mit einer Unterbrechung zwischen 2014 und 2020. Seitdem ereigneten sich verschiedene Unfälle, welche auch Todesopfer und Verletzte forderten. Dabei war der Zugbetrieb auf der entsprechenden Strecke, so auch bei kleineren Zwischenfällen, eingeschränkt, musste umgeleitet oder ganz eingestellt werden.
- 2. Dezember 1963: Zusammenstoß mit einem PKW an einer nicht rechtzeitig geschlossenen Schranke bei Strančice östlich von Prag.[13]
- 15. März 1974: Im Bahnhof Schöna kollidierte der Vindobona auf der Fahrt in Richtung Wien mit dem letzten Wagen eines Güterzuges. Dabei wurden sechs Reisende leicht verletzt und mussten ambulant medizinisch behandelt werden.[14]
- 8. Februar 1982: Der Vindobona stieß auf der Fahrt nach Berlin rund 70 Kilometer nördlich von Wien mit einem Güterzug zusammen. Der Lokführer des Güterzuges kam dabei ums Leben. Eine Person aus der DDR wurde bei dem Unfall verletzt.[15]
- 14. Juni 1987: An einem Bahnübergang in der Nähe von Děčín wurde ein mit 43 Reisenden besetzter Reisebus aus der DDR vom durchfahrenden Vindobona erfasst. Dabei kam der Busfahrer ums Leben. Das Unglück forderte weiterhin zwei Schwerverletzte und zehn Leichtverletzte.[16]

## Planungen zu Parallelverkehr über Franz-Josefs-Bahn
Seitens der Verkehrspolitiker Tschechiens und Niederösterreichs gibt es Planungen, den Vindobona ab Fahrplanwechsel Dezember 2022 wieder über die klassische Strecke Wien FJB–Gmünd (Franz-Josefs-Bahn) zu führen. Vorerst ist diese Relation für die Wochentage Freitag bis Montag mit Blick auf Wochenpendler aus dem Waldviertel nach Wien angedacht. Fahrzeugumlauf und Trassenverfügbarkeit seien erfolgreich geprüft und akkordiert worden. Auf österreichischer Seite fehle noch die Zustimmung für die Bestellung der Fahrplantrasse. Die bestehende Relation über die österreichische Nordbahn via Brünn soll parallel beibehalten werden.
Nach der für 2023/24 geplanten Fertigstellung des Ausbaus der tschechischen Bahnstrecke České Velenice–Prag werde die Fahrzeit Gmünd–Prag 2 Stunden betragen. weshalb dann die Fahrzeit zwischen Wien und Prag über die Franz-Josefs-Bahn gleich lang sein werde wie jene über die Nordbahn.